# Немова, Нина Николаевна
Ни́на Никола́евна Не́мова (род. 15 апреля 1950 года, Беломорск) — российский биохимик, доктор биологических наук (1992), профессор (1999), заслуженный деятель науки Республики Карелия (2000), заслуженный деятель науки Российской Федерации (2003), академик РАН (2022)..

## Биография
После окончания в 1972 году биологического факультета Петрозаводского государственного университета работает в Институте биологии Карельского научного центра РАН. В 1982 году защитила кандидатскую диссертацию «Катепсины лососевых рыб в процессах оогенеза и эмбриогенеза».
В 1992 году окончила очную докторантуру Института биохимии РАН с защитой докторской диссертации «Внутриклеточные протеиназы в эколого-биохимических адаптациях у рыб» (научный консультант В. В. Мосолов; официальные оппоненты Л. М. Гинодман, Б. В. Кошелев, Ю. Б. Филиппович).
С 1996 года — директор Института биологии Карельского научного центра РАН, с 2002 года заведует лабораторией экологической биохимии.
С 1999 года заведует кафедрой молекулярной биологии Петрозаводского госуниверситета.
Член-корреспондент РАН c 25.05.2006 по Отделению биологических наук.
Академик РАН с июня 2022 г.

## Научные труды
Автор более 330 научных работ в области эколого-биохимической адаптации водных организмов.
- Биохимическая индикация состояния рыб. — М., 2004
- Биохимические эффекты накопления ртути у рыб. — М., 2005